# John O'Keefe
John O'Keefe (Nova York, 18 de novembre de 1939) és un neurocientífic i psicòleg americà. El 2014 fou guardonat amb el Premi Nobel de Fisiologia o Medicina, compartit amb Edvard Moser i May-Britt Moser, «pels seus descobriments de cèl·lules que constitueixen un sistema de posicionament en el cervell». És director del Sainsbury Wellcome Centre in Neural Circuits and Behaviour al University College London.